# Union (Nebraska)
Union – wieś w Stanach Zjednoczonych, w stanie Nebraska, w hrabstwie Cass.